# Pănet
Pănet ou Mezőpanit en hongrois est une commune roumaine du județ de Mureș, dans la région historique de Transylvanie et dans la région de développement du Centre.

## Géographie
La commune de Pănet est située dans le centre du județ, sur la rive droite du Mureș, dans les collines de Madaraș, à 10 km à l'ouest de Târgu Mureș, le chef-lieu du județ. La commune fait d'ailleurs partie de l'aire métropolitaine de Târgu Mureș.
La municipalité est composée des cinq villages suivants (population en 2002) :
- Berghia (1 234) :
- Cuieșd (789) ;
- Hărțău (296) ;
- Pănet (2 307), siège de la municipalité ;
- Sântioana de Mureș (1 368).

## Histoire
La première mention écrite du village date de 1332 sous le nom de Pambus.
La commune de Pănet a appartenu au royaume de Hongrie, puis à l'empire d'Autriche et à l'Empire austro-hongrois.
En 1876, lors de la réorganisation administrative de la Transylvanie, elle a été rattachée au comitat de Maros-Torda.
La commune de Pănet a rejoint la Roumanie en 1920, au traité de Trianon, lors de la désagrégation de l'Autriche-Hongrie. Après le deuxième arbitrage de Vienne, elle a été occupée par la Hongrie de 1940 à 1944, période durant laquelle sa petite communauté juive fut exterminée par les Nazis. Elle est redevenue roumaine en 1945.

## Politique
Le conseil municipal de Pănet compte 15 sièges de conseillers municipaux. À l'issue des élections municipales de juin 2008, Mihaly Bartha (UDMR) a été élu maire de la commune.
| Parti                                      | Nombre de conseillers |
| ------------------------------------------ | --------------------- |
| Union démocrate magyare de Roumanie (UDMR) | 9                     |
| Parti Civique Hongrois                     | 4                     |
| Parti social-démocrate (PSD)               | 2                     |

## Religions
En 2002, la composition religieuse de la commune était la suivante :
- Réformés, 74,29 % ;
- Chrétiens orthodoxes, 15,66 % ;
- Adventistes du septième jour, 6,27 % ;
- Pentecôtistes, 1,63 % ;
- Catholiques romains, 1,30 %.

## Démographie
En 1910, la commune comptait 895 Roumains (18,44 %), 3 826 Hongrois (78,82 %), 14 Allemands (0,29 %) et 110 Tsiganes (2,27 %).
En 1930, on recensait 965 Roumains (18,83 %), 4 001 Hongrois (78,08 %), 4 Allemands (0,08 %), 5 Juifs (0,1 %) et 146 Tsiganes (2,85 %).
En 2002, 732 Roumains (12,21 %) côtoient 4 863 Hongrois (81,13 %) et 397 Tsiganes (6,62 %). On comptait à cette date 2 435 ménages et 1 940 logements.
| 1850  | 1880  | 1900  | 1910  | 1930  | 1956  | 1977  | 1992  | 2002  |
| ----- | ----- | ----- | ----- | ----- | ----- | ----- | ----- | ----- |
| 3 881 | 4 023 | 4 716 | 4 854 | 5 124 | 5 733 | 6 239 | 5 995 | 5 994 |

| 2007  | - | - | - | - | - | - | - | - |
| ----- | - | - | - | - | - | - | - | - |
| 6 132 | - | - | - | - | - | - | - | - |

## Économie
L'économie de la commune repose sur l'agriculture et l'élevage.

## Communications

### Routes
Pănet se trouve sur la route régionale qui relie Târgu Mureș avec Band et Șăulia.

## Lieux et monuments
- Hărțău, église réformée du XVe siècle, de style gothique.

- Hărțău, église orthodoxe des Sts Archanges de 1824.

- Pănet, château du XVIIIe siècle.

- Pănet, église orthodoxe en bois de 1740.